# Мармолехо (Хаен)
Мармолехо (ісп. Marmolejo) — муніципалітет в Іспанії, у складі автономної спільноти Андалусія, у провінції Хаен. Населення — 7485 осіб (2010).
Муніципалітет розташований на відстані близько 270 км на південь від Мадрида, 45 км на північний захід від Хаена.
На території муніципалітету розташовані такі населені пункти: (дані про населення за 2010 рік)
- Мармолехо: 7430 осіб
- Побладо-Сан-Хуліан: 55 осіб

## Демографія
Динаміка населення (INE ):

## Галерея зображень

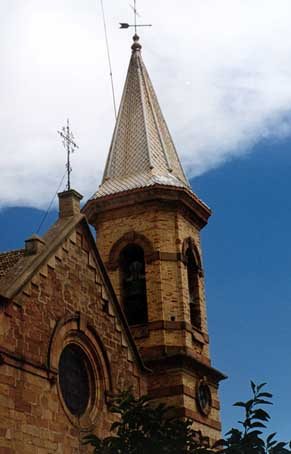
Церква у Мармолехо